# Espuelas

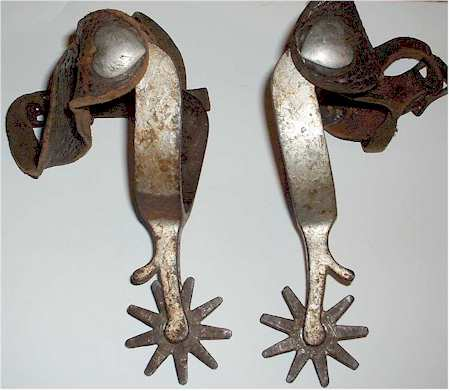
Espuelas de vaquero.

Las espuelas son espigas metálicas que se colocan en el talón de las botas de quien cabalga, con el propósito de dirigir los movimientos del caballo, a través de pinchazos o golpes al animal. Son utilizadas en todas las disciplinas ecuestres y existen reglas en su diseño y uso para intentar reducir el daño al animal.

## Partes
Las espuelas se componen básicamente de un arco o cuerpo, que es la parte curva para ajustar el talón, las piernas que son las partes que van a cada costado del pie; la rodaja, que es la parte para espolear al caballo; y el pigüelo o pihuelo que es la parte donde se sujetan y giran las rodajas.

## Funcionamiento
Las espuelas funcionan a partir de los receptores sensitivos del caballo. El jinete, para dirigir al animal, golpea o clava la espuela en los laterales del mismo, lo que el equino entiende como una señal para virar su dirección. Se suele tocar con el talón sobre el costado del caballo para aumentar la velocidad, girar o ir hacia delante. Siempre han de ser toques breves, precisos, conscientes, para evitar hacerle daño al caballo.
Se utilizan también en jineteadas, como forma de agredir y provocar al animal para volverlo más agresivo; esto hace que animales mansos se comporten de manera desenfrenada como respuesta, lo que aumenta la dificultad del jinete para mantenerse encima del caballo, animando el espectáculo.